# John Pollock (4e baronnet)
Frederick John Pollock, 4e baronnet (26 décembre 1878 - 22 juillet 1963) est un historien, journaliste et traducteur britannique.

## Biographie
John Pollock est le fils de Frederick Pollock, 3e baronnet et de Georgina Harriet Deffell, fille cadette de John Deffell, de Calcutta. Il fait ses études au collège d'Eton, obtient son diplôme en 1900 et poursuit ses études au Trinity College de Cambridge (Bachelor of Arts, Fellow 1902, Master of Arts 1904).
De 1915 à 1919, John Pollock est en Pologne et en Russie en tant que commissaire en chef du Fonds de Grande-Bretagne pour la Pologne et la Galice avec la Croix-Rouge russe. Il reçoit l'Ordre de Sainte-Anne.

La première épouse de Sir John, Lydia Yavorskaya

En 1920, il épouse l'actrice russe Lydia Borisovna Yavorskaya (1874-1921), ex-épouse du prince écrivain Vladimir Baryatinskiy. Ils n'ont pas d'enfants et elle meurt l'année suivante.
Le 28 avril 1925, il épouse Alix Soubiran, fille de Jean Julien I'Estom Soubiran, de Bordeaux. Elle meurt le 14 avril 1968.
Pollock devient baronnet le 18 janvier 1937. Il meurt le 22 juillet 1963 à l'âge de 84 ans. Le fils de Pollock, George Frederick Pollock (1928-2016), photographe et inventeur, lui succède comme baronnet,.

## Publications
- The Popish Plot; A Study in the History of the Reign of Charles II (1903), Londres, Duckworth
- Lord Acton at Cambridge (1904)
- Three plays by Eugène Brieux (1911) :
  - Damaged Goods, traduit par John Pollock
  - Maternity (nouvelle version), traduit par John Pollock
- War and Revolution in Russia (1918), Londres, Constable & Co Ltd
- The Bolshevik Adventure (1919), Londres, Constable & Co Ltd
- Anatole France himself: a Boswellian record by his secretary, Jean Jacques Brousson (1927, 1934), traduit par John Pollock
- The everlasting bonfire (1940), Londres, Chapman & Hall
- Time's Chariot (1950)
- Curtain up  (1958), Londres, P. Davies
- Twelve One-Acters (1926) The Cayme Press (pièces)
- Listening to Lacoste (1926) Mills & Boon (tennis)
- Paris and Parisians (1929) Geoffrey Bles